# El Aguacate, Amatepec
El Aguacate, även El Aguacate San Martín, är en ort i Mexiko, tillhörande kommunen Amatepec i den sydvästra delen av delstaten Mexiko, i den centrala delen av landet. Orten hade 120 invånare vid folkräkningen 2010.